# Province de Lamas
La province de Lamas (en espagnol : Provincia de Lamas) est l'une des dix  provinces de la région de San Martín, au Pérou. Son chef-lieu est la ville de Lamas.

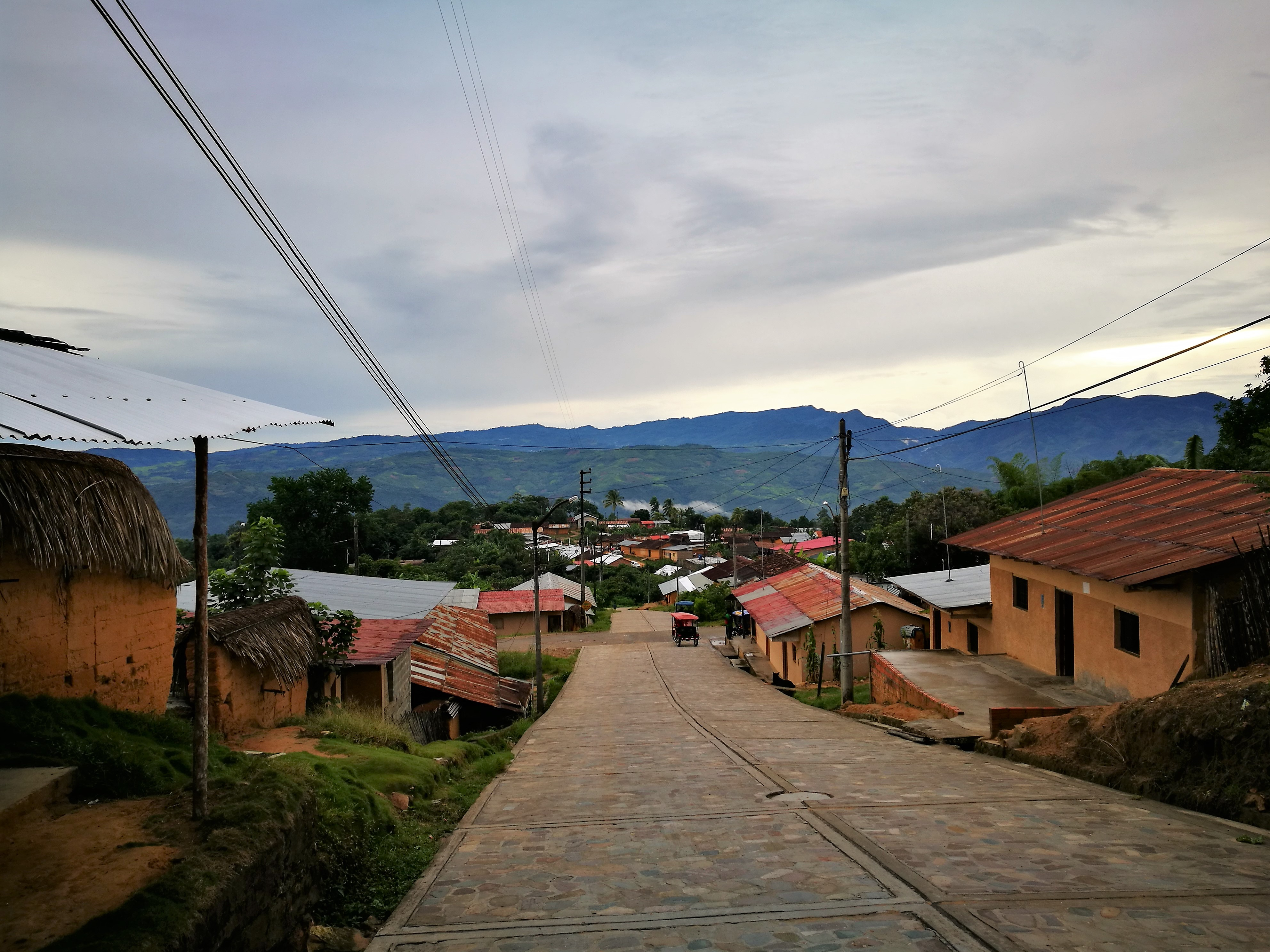
Paysage de Lamas, San Martin

## Géographie
La province couvre une superficie de 5 040,67 km2. Elle est limitée au nord par la région de Loreto, à l'est par la province de San Martín, au sud par la province de Picota et à l'ouest par la province d'El Dorado et la province de Moyobamba.

## Population
La population de la province s'élevait à 79 075 habitants en 2007 (INEI).

## Subdivisions
La province de Lamas est divisée en onze districts :
- Alonso de Alvarado
- Barranquita
- Caynarachi
- Cuñumbuqui
- Lamas
- Pinto Recodo
- Rumisapa
- San Roque de Cumbaza
- Shanao
- Tabalosos
- Zapatero